# 黑爾學校
黑爾學校是一个独立的，澳洲圣公会創辦的全日制寄宿男校，位于温布利唐斯，珀斯，處在澳大利亚西部沿海郊区。在1858年由主教马修·黑尔(Mathew Blagden Hale)创立。
黑爾學校是西澳洲最古老的私立男校。这所学校原本位于珀斯的修道院區圣乔治街，後來在于1914年搬迁到珀斯西部，并于1961年在辦理到現在在温布利唐斯的房舍。
學校擁有小學1-6年級、7-8年級與高中9-12年級的12個校舍，还包括运动场以及国际学生宿舍。黑爾学校是澳洲公立学校协会的成员和澳洲獨立學校校長協會成員。黑爾學校的姐妹校是位於卡里優(Karrinyup)的圣玛丽圣公会女子学校。
2008年，黑爾學校迎来了它的一百五十（150）周年紀念。